# Ekorren

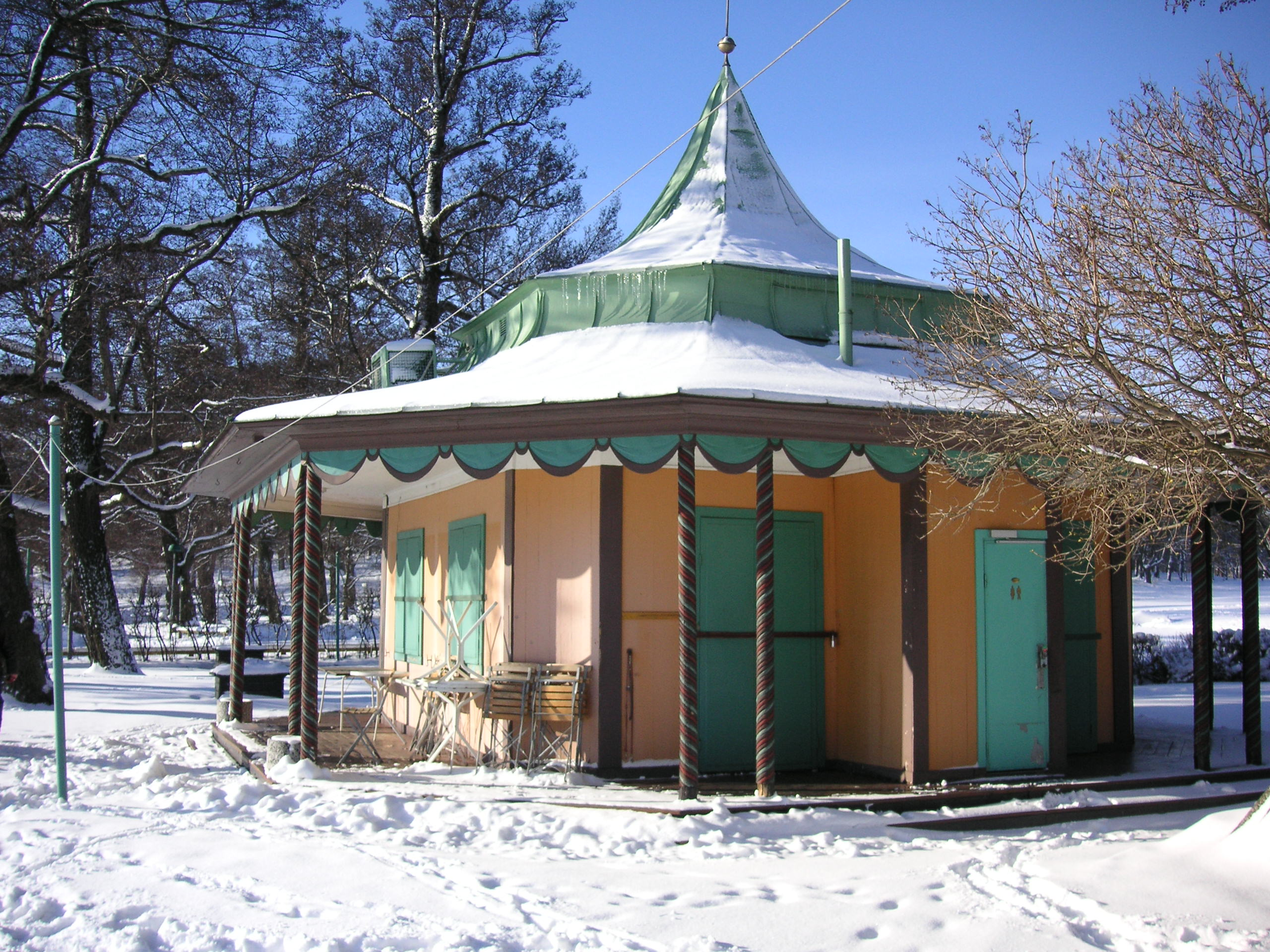
Ekorren, vintern 2006

Ekorren är ett sommarkafé vid Biskopsudden, på Södra Djurgården i Stockholm som öppnade 1911. Kaféet är inrymd i en liten träpaviljong vid vattnet och har enbart öppet under sommartid då byggnaden är för liten att rymma några bord inomhus.
Kaféet är inrymt i en träpaviljong som uppfördes till Stockholmsutställningen 1897 som försäljningsbod för Loka mineralvatten. Byggnaden flyttades till sin nya plats vid Saltsjöns strand 1911. Byggnaden och köket renoverades 2007 och sortimentet utökades med tillagad mat vilket var förutsättningen för att Ekorren skulle få alkoholtillstånd.
Byggnaden är en välbevarad, åttkantig träbyggnad som är gulfärgad med grönt tak som skjuter ut över byggnaden och vilar på pelare. Det är en av de få bevarade byggnaderna från Stockholmsutställningen 1897. Taket pryds av en vindflöjel i form av en ekorre.